# Sevilla la Nueva
Sevilla la Nueva ist eine zentralspanische Gemeinde (municipio) mit 9.657 Einwohnern (Stand: 2024) im Westen der Autonomen Gemeinschaft Madrid. Sie wurde im 12. Jahrhundert gegründet. Bis 1916 hieß sie Sevilleja.

## Lage
Sevilla la Nueva liegt etwa 38 km westlich der Hauptstadt Madrid. Die Nähe zu Móstoles begünstigt ihr Wachstum. Der größte Teil der Gemeinde liegt im Guadarrama-Becken, mit Ausnahme einiger Täler, die durch über den Río Perales in das Alberche-Becken entwässern. Die umliegenden Gemeinden sind: Villanueva de Perales, Brunete, Villaviciosa de Odón, Navalcarnero und Villamanta.

## Bevölkerungsentwicklung
| 1842 | 1900 | 1950 | 1981 | 1991 | 2001 | 2011 |
| ---- | ---- | ---- | ---- | ---- | ---- | ---- |
| 259  | 357  | 432  | 659  | 1342 | 4499 | 8790 |